# スタンミ
スタンミ（1995年4月23日 - ）は、日本の動画配信者。俳優、ファッションモデル、コスプレイヤーとしても活動している。身長176cm。

## 略歴
高校生の時にニコニコ動画でFPSのゲーム実況を始める。友人から誘われて『League of Legends』（以下LoL）を始めたのをきっかけにTwitchに拠点を移し、本格的に活動を開始。プロゲーミングチーム『7th heaven』への加入（現在は脱退済み）やLoL公式パートナーへの認定など、LoL配信者として活躍する。
ゲーム実況の他にもサバイバルゲーム配信やVlog系の動画、リスナーと一緒に渋谷ハロウィンや江の島海岸でのゴミ拾いを企画するといったいわゆる「外配信」も多い。2024年にはソーシャルVRプラットフォーム『VRChat』での配信で一時話題となった。
2021年、26歳の頃から本格的に俳優の道を志すようになり、現在は俳優業・モデル業と配信活動を並行して行っている。

## 出演

### テレビ番組
- 金曜日のメタバース（2024年9月13日、テレビ朝日）[5]
- 叫叫男子〜金曜深夜のホラーゲーム〜（2024年12月13日、テレビ朝日）[6]
- 沼にハマってきいてみた（2025年3月8日、NHK Eテレ）

### ラジオ番組
- TALK ABOUT（2023年11月25日、TBSラジオ）[7]
- 罪を悔い改めよ!!スタンミじゃぱんの新年ざんげ室（2024年1月1日、TBSラジオ）[8]

### web番組
- GGTV（2018年8月15日 - 9月26日、ライアットゲームズ）[9]
- マジで、どこいく。（2023年2月1日 - 2024年10月28日、OPENREC）
- 天津飯の日記念LIVE『天津飯の逆襲』（2023年10月18日、2024年10月18日、大阪王将）[10][11]

### ドラマ
- ランマル! 第4話（2024年10月25日、街ドラサーカス） - ジョージ 役[12]

### CM
- LINEMO「ワンチャンあるよね篇」、「語尾にニャンをつけて喋るニャン篇」（2023年7月14日 - ）[13]
- アサヒスーパードライ ドライクリスタル「VALORANT VCT2024 ストリーマー篇」（2024年2月19日 - ）[14]
- ガーナチョコレート「ハッピーは、チョコレートから。」篇（2024年9月3日 - ）[15]

### ミュージックビデオ
- moon drop『タイムマシン』[16]
- The 13th tailor『Gospelion in a classic love』[17]
- 野田愛実『Hands』[18]

### 舞台
- いきなり本読み! in 三越劇場（2024年8月3日）[19]
- マーダーミステリーシアター「殺意の代償」（2025年3月15日）[20]

### モデル
- Maison KOSÉ「PLAY WITH FACE!」[21]
- ZOZOVILLA「GREMLiNS Collection」[22]
- XPOP[23]
- ベアミネラル「ミネラリスト デューイー リップバーム」[24]
- クリアストーン「ネオゾンビ」シリーズ[25]

### イベント
- RAGE VALORANT 2022 Autumn（2022年10月8日）[26]

- 第1回配信者ハイパーゲーム大会 (2023年3月25-26日)

- 第2回配信者ハイパーゲーム大会 (2024年3月16-17日)

- The k4sen Con（2024年10月12日、14日）[27]
- Riot Games ONE 2024（2024年12月14日、15日）[28]

## 書籍
- PEACE COMBAT VOL.58（2023年11月27日発売、アストワ）[29]
- with BOYFRIEND 02（2024年9月5日発売、講談社）[30]
- anan No.2418（2024年10月23日発売、マガジンハウス）[31]